# Pia Perkiö
Pia Perkiö, född 1 december 1944 i Tavastehus, Finland, är en finländsk diakon och författare som är verksam i Helsingfors. Hon finns representerad i den finska, den finlandssvenska och den rikssvenska psalmboken av 1986.
Perkiö har skrivit ett tiotal poesiböcker för barn, unga och vuxna samt romaner och biografier. Hon har också skrivit texter till Johanna Rusanen och operalibretton.

## Psalmer
- Grip du mig, helige Ande (Kosketa minua, Henki) skriven 1978 och med i tre psalmböcker utgivna 1986: i Finlands evangelisk-lutherska kyrkas finska psalmbok har psalmen nummer 125 (på finska), i den finlandssvenska nummer 118 (på svenska) och i den rikssvenska 646 (tvåspråkig).